# Ralph Forbes
Pour les articles homonymes, voir Forbes (homonymie).

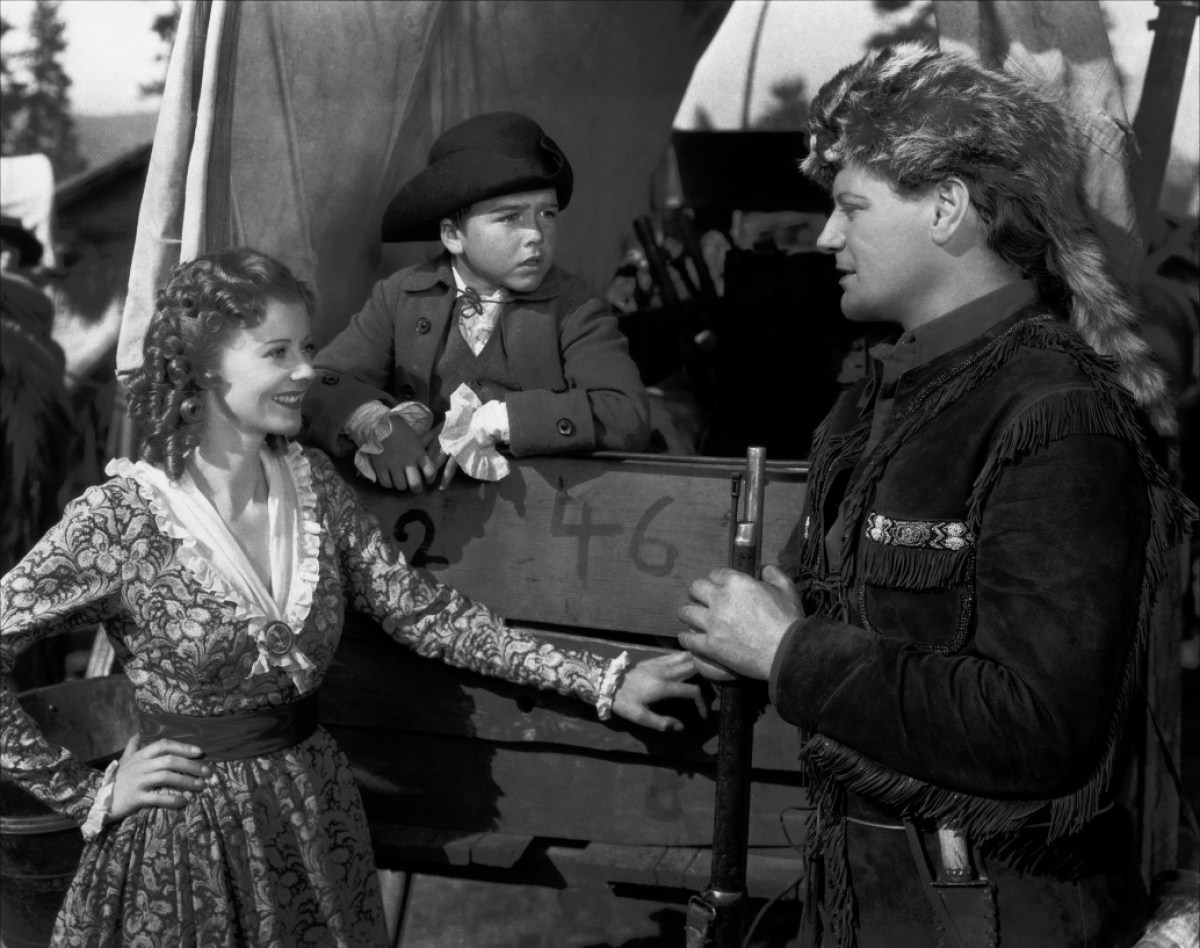
Autre vue de Daniel Boone (1936) - De gauche à droite : Heather Angel, Dickie Jones et Ralph Forbes

Ralph Forbes est un acteur anglais, né Ralph Taylor à Londres (Angleterre, Royaume-Uni) le 30 septembre 1896 et mort à New York (État de New York, États-Unis) le 31 mars 1951.

## Biographie
Ralph Forbes apparaît au cinéma entre 1921 (période du muet) et 1948, d'abord dans cinq films britanniques et un film suédois. Puis, désormais installé aux États-Unis, il tourne un premier film américain en 1926, Beau Geste (avec Ronald Colman), dans le rôle de John Geste, qu'il retrouvera avec un remake parlant en 1931. Il participe également, pour la télévision, à deux séries en 1949 et 1950.
Au théâtre, il joue à Broadway entre 1924 et 1950 dans douze pièces et une comédie musicale. En outre, il est metteur en scène d'une pièce en 1949.
Il est le fils de Mary Forbes (1879-1974) et le frère de Brenda Forbes (1909-1996), toutes deux actrices.

## Filmographie partielle
- 1921 : The Fifth Form at St. Dominic's d'A.E. Coleby
- 1926 : Beau Geste d'Herbert Brenon
- 1926 : Charley's Aunt (Charleys tant) d'Elis Ellis :
- 1927 : L'Ennemie (The Enemy) de Fred Niblo
- 1927 : Monsieur Wu (Mr. Wu) de William Nigh
- 1928 : Les Masques de Satan (The Masks of the Devil) de Victor Sjöström
- 1928 : La Piste de 98 (The Trail of '98) de Clarence Brown
- 1928 : Chiffonnette (The Latest from Paris), de Sam Wood
- 1930 : Mamba d'Albert S. Rogell
- 1930 : La Déesse rouge (The Green Goddess) d'Alfred E. Green
- 1930 : The Lady of Scandal de Sidney Franklin
- 1930 : Her Wedding Night de Frank Tuttle
- 1930 : Inside the Lines de Roy Pomeroy
- 1931 : The Bachelor Father de Robert Z. Leonard
- 1931 : Beau Ideal d'Herbert Brenon
- 1932 : Chagrin d'amour (Smilin' Through), de Sidney Franklin
- 1932 : La Foudre d'en bas (Thunder Below) de Richard Wallace
- 1933 : La Phalène d'argent (Christopher Strong) de Dorothy Arzner
- 1933 : The Avenger d'Edwin L. Marin
- 1934 : Miss Barrett (The Barretts of Wimpole Street) de Sidney Franklin
- 1934 : Quand une femme aime (Riptide) réalisé par Edmund Goulding
- 1934 : Train de luxe (Twentieth Century) d'Howard Hawks
- 1934 : Bombay Mail d'Edwin L. Marin
- 1934 : Strange Wives de Richard Thorpe : Paul
- 1935 : La Fiesta de Santa Barbara de Louis Lewyn (court métrage ; lui-même)
- 1935 : Les Trois Mousquetaires (The Three Musketeers) de Rowland V. Lee
- 1935 : Streamline Express de Leonard Fields
- 1936 : Roméo et Juliette (Romeo and Juliet) de George Cukor
- 1936 : Marie Stuart (Mary of Scotland) de John Ford
- 1936 : Daniel Boone de David Howard
- 1937 : Pension d'artistes (Stage Door) de Gregory La Cava
- 1937 : La Treizième Chaise (The Thirteenth Chair) de George B. Seitz
- 1938 : Le Proscrit (Kidnapped) d'Alfred L. Werker
- 1938 : Le Roi des gueux (If I were King) de Frank Lloyd
- 1939 : Le Chien des Baskerville (The Hound of the Baskervilles) de Sidney Lanfield
- 1939 : La Tour de Londres (Tower of London) de Rowland V. Lee
- 1939 : La Vie privée d'Élisabeth d'Angleterre (The Private Lives of Elizabeth and Essex) de Michael Curtiz
- 1940 : La Femme aux brillants (Adventure in Diamonds) de George Fitzmaurice
- 1944 : L'aventure vient de la mer (Frenchman's Creek) de Mitchell Leisen
- 1948 : Neighbor to the North de Gene Martel (court métrage)

## Théâtre (à Broadway)
(pièces, comme interprète, sauf mention contraire)
- 1924 : Havoc d'Harry Well, mise en scène par (et avec) Leo G. Carroll
- 1924-1925 : The Magnolia Lady, comédie musicale, musique d'Harold Levy, livret et lyrics d'Anne Caldwell
- 1925 : The Little Minister de J. M. Barrie
- 1925 : The Man with a Load of Mischief d'Ashley Dukes, avec Jessie Ralph
- 1925-1926 : Stronger than Love de Dario Niccodemi
- 1941 : Le Dilemme du docteur (The Doctor's Dilemma) de George Bernard Shaw, avec Raymond Massey
- 1942 : Hedda Gabler d'Henrik Ibsen, avec Henry Daniell, Karen Morley, Katína Paxinoú
- 1942 : A Kiss for Cinderella de J. M. Barrie
- 1944 : A Highland Fling de Margaret Curtis, avec John Ireland
- 1944 : The Visitor de Kenneth White, mise en scène et production d'Herman Shumlin, avec Thomas Chalmers
- 1946 : Second Best Bed de N. Richard Nash
- 1948 : You never can tell de George Bernard Shaw, avec Faith Brook, Leo G. Carroll, Tom Helmore, Frieda Inescort, Nigel Stock
- 1949 : Anybody Home de Robert Pyzel (mise en scène)
- 1949-1950 : César et Cléopâtre (Caesar and Cleopatra) de George Bernard Shaw, avec Cedric Hardwicke (également metteur en scène), Lilli Palmer, Robert Earl Jones, Ivan F. Simpson, Arthur Treacher